# Ирако-иранские отношения
Ирако-иранские отношения — двусторонние дипломатические отношения между Ираком и Ираном. Протяжённость государственной границы между странами составляет 1599 км.
Иран имеет посольство в Багдаде и консульства в Басре, Сулеймании, Эрбиле и Кербеле. Ирак имеет посольство в Тегеране и консульства в Керманшахе, Ахвазе и Мешхеде.

## Сравнительная характеристика

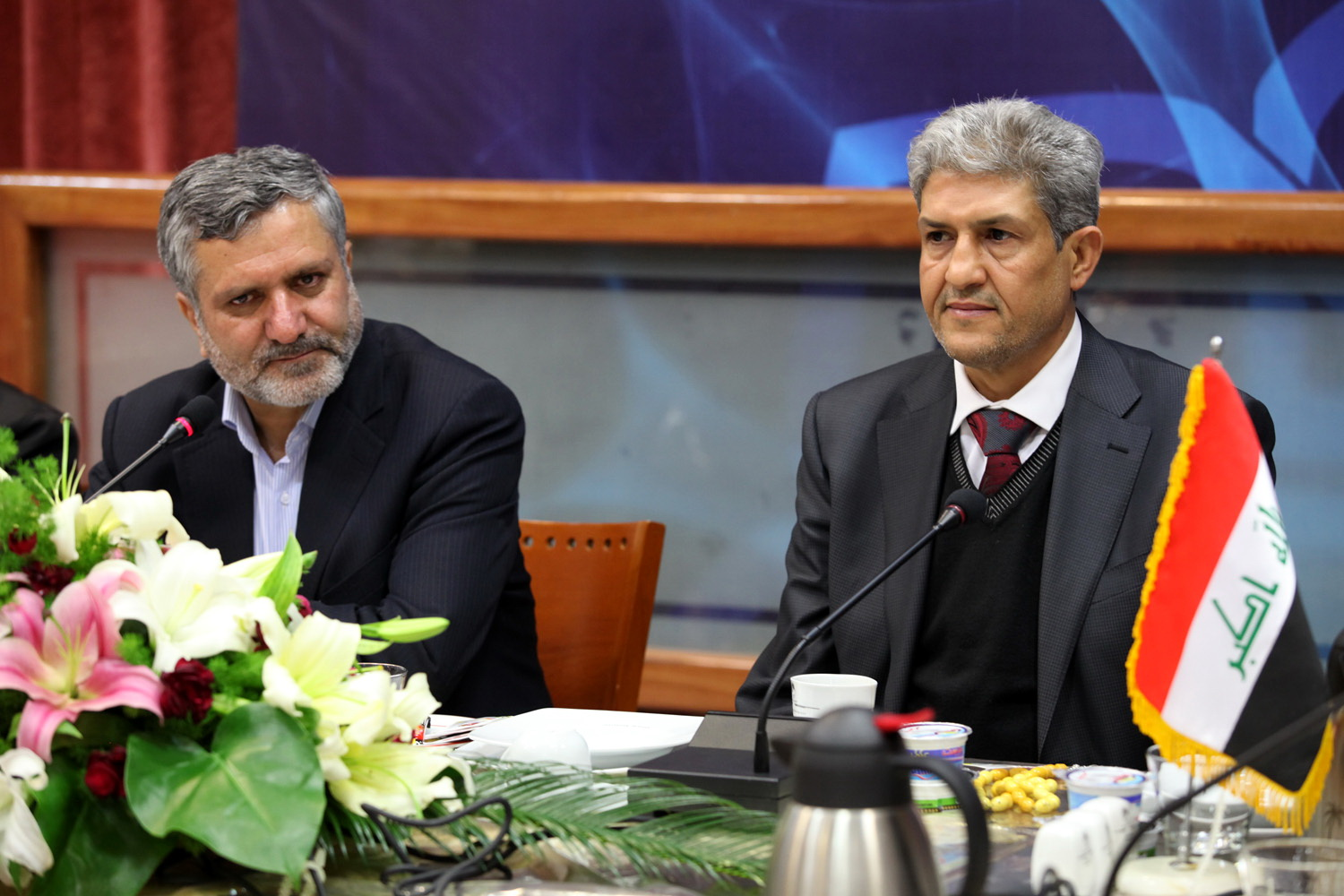
Мэр Багдада на встрече с мэром Мешхеда

|                     | Иран                                                 | Ирак                                               |
| ------------------- | ---------------------------------------------------- | -------------------------------------------------- |
| Население           | 81 000 000                                           | 43 839 634                                         |
| Территория          | 1 648 195 км²                                        | 438 317 км²                                        |
| Плотность населения | 49 чел./км²                                          | 100 чел./км²                                       |
| Столица             | Тегеран                                              | Багдад                                             |
| Крупнейший город    | Тегеран                                              | Багдад                                             |
| Правительство       | исламская республика                                 | парламентская республика                           |
| Язык                | персидский                                           | арабский                                           |
| Основная религия    | ислам (90—95 % населения — шииты, 4—8 % — сунниты)   | ислам (64,5 % населения — шииты, 31,4 % — сунниты) |
| ВВП                 | 987,1 млрд долларов США (12 800 $ на душу населения) | 93,8 млрд долларов США (4000 $ на душу населения)  |
| ИРЧП                | 0,774                                                | 0,686                                              |

## История
Эти две страны были союзниками по Организации экономического сотрудничества (ОЭС), но приход к власти партии Баас в Ираке изменил ситуацию. После Иранской революции в 1980 году Саддам Хусейн вторгся в Иран, чтобы взять под контроль нефтяные месторождения соседней страны. Война длилась восемь лет и не привела к каким-либо территориальным изменениям, но иракская экономика была уничтожена. В 1991 году Иран не участвовал в войне в Персидском заливе на стороне коалиции, но проводил обучение на своей территории вооружённых группировок иракских шиитов, выступающих против Саддама Хусейна. В 2003 году свержение Саддама Хуссейна усилиями коалиционных сил привело к нормализации двусторонних отношений. Иран позиционировал себя в качестве союзника иракского правительства во время вооружённых действий в Ираке против суннитских мятежных групп. В марте 2008 года Махмуд Ахмадинежад стал первым иранским президентом, посетившим Ирак со времён Исламской революции 1979 года. С 2006 по 2009 года премьер-министр Ирака Нури аль-Малики официально посетил Иран несколько раз. В 2009 году Ирак направлял свои войска к границе из-за пограничного спора с Ираном, в результате которого иранские солдаты взяли под контроль нефтяную скважину на иракской территории.
Иран был категорически против американского вторжения в Ирак. Несмотря на прохладные отношения между странами после окончания ирано-иракской войны, Саддам Хусейн, однозначно, представлял для Ирана меньшую угрозу, чем американцы. Отношения между Ираном и Ираком осложнились вскоре после передачи американцами власти в Ираке временному правительству в середине 2004 года. Тегеран отказался признать новые власти, а министр обороны Ирака в газетном интервью обвинил Иран в прямом вмешательстве во внутренние дела Ирака, захвате нескольких боевых самолётов, переданных Ирану Саддамом Хусейном в 1991, перед началом войны в Персидском заливе. Тегеран отказался, заявив, что переговоры по этому поводу будет вести лишь с демократически избранными властями Ирака. Духовный лидер Ирана Али Хаменеи обвинил временное правительство Ирака в «прислужничестве» американцам.
Одновременно в Эн-Наджафе вновь вспыхнуло шиитское восстание. При этом лидера восстания, Муктаду ас-Садра, американские средства массовой информации считают «человеком Тегерана». Министр обороны Ирака прямо обвинил Иран в организации этого мятежа, поддержке Муктады ас-Садра, и назвал Иран «врагом номер один». В действительности он как иракский националист, весьма неудобен для Ирана. Тегеран, в свою очередь, призвал своих граждан отказаться от поездок в Ирак, в том числе от паломничества в священные для шиитов города Эн-Наджаф и Кербелу.
7 августа посольство Ирана в Багдаде подверглось миномётному обстрелу, а на следующий день к антииранской кампании неожиданно присоединились иракские боевики. Группировка «Исламская армия в Ираке» похитила иранского консула в Кербеле, обвинив его в разжигании межконфессионального конфликта между шиитской и суннитской общинами страны.
Тем не менее 2 ноября 2004 года министр иностранных дел Ирака Хошияр Зибари заявил, что Ирак намерен в ближайшее время заключить мирное соглашение с Ираном. Это позволило бы окончательно разрешить острые проблемы, сохраняющиеся во взаимоотношениях двух стран. Среди них пограничный спор относительно района Шатт-эль-Араб вдоль юго-восточной границы с Ираном, иранские требования компенсаций от Багдада за причинённый материальный ущерб в ходе ирано-иракской войны 1980—1988 годов, судьба военнопленных.
21 ноября 2005 года новый президент Ирака Джаляль Талабани посетил Иран впервые почти за 40 лет.
В начале апреля 2006 президент Египта Хосни Мубарак заявил, что Ирак находится под полным влиянием Ирана и именно Тегеран контролирует ситуацию в стране. Эта точка зрения на происходящее в Ираке высказывается в арабском мире всё чаще. Иорданские власти, например, полагают, что Ирак находится на пороге полномасштабной гражданской войны, которая может завершиться его распадом.
Лидеры Верховного Совета исламской революции в Ираке (ВСИРИ) поддерживают очень тесные связи с Ираном. Большинство из них во время правления Саддама Хусейна жило в изгнании в Тегеране. Американцы постоянно заявляют, что, якобы, на юге Ирака находится множество представителей иранских спецслужб, которые проникают в страну под видом паломников. Однако, фактически, юг страны в большей степени контролируется Армией Махди, особенно после её генерального наступления весной 2008 года. Возглавляющий её Муктада ас-Садр враждебно относится к оккупационным силам и правительству. Отношения его с Ираном скорее сложные и отмечены взаимным недоверием. Он был в этой стране единственный раз в жизни в рамках «визита вежливости».
28 июля 2009 года сотни иракских полицейских и солдат совершили штурм лагеря Ашраф около Багдада, в котором проживали около 3,5 тыс. безоружных иранских беженцев, членов левой революционной организации Моджахедин-э Халк, получившие в качестве беженцев вид на жительство ещё при Саддаме, и находящиеся в непримиримой оппозиции к правящей в Иране власти. Как заявил пресс-атташе этой организации, семь человек убито, есть множество раненых. Многие из беженцев имели двойное гражданство или вид на жительство в Европе, Канаде и Соединённых Штатах. По мнению неизвестного автора АПН Северо-Запад, ликвидация лагеря была предпринята по настоянию Ирана.
С другой стороны, накануне оккупации Ирака, от Рабочей партии Курдистана (PKK), которая ранее вела боевые действия, используя базы на территории Иракского Курдистана, исключительно на территории Турции, отделилась группировка Партия свободной жизни Курдистана (PJAK), которая начала вести боевые действия на территории Ирана.
Турецкие СМИ утверждают, что РКК пользуется военной и финансовой поддержкой США. Официально Вашингтон объявил РКК террористической организацией.
В начале мая 2019 года в районе государственной границы Сирии и Ирака подразделения иракской армии и про-иранские добровольческие соединения проводили совместную КТО по уничтожению боевиков ИГИЛ.

## Экономические отношения
Иран играет важную роль в процессе восстановления Ирака. Экспорт из Ирана в Ирак составил сумму в 1,8 млрд долларов США в 2007 году и 2,3 млрд долларов США в 2008 году. Каждый месяц более 40 тысяч иранцев посещают священные города шиитов — Эн-Наджаф и Кербела.
Импорт Ирака из Ирана: автомобили, строительные материалы, медицинские товары, фрукты, специи, кондиционеры, офисная мебель и ковры.
Объём двусторонней торговли удвоился с 4 млрд долларов США в 2009 году до 8 млрд долларов США в 2010 году. В 2010 году две страны подписали более 100 соглашений по экономическому сотрудничеству.
Кроме того, Ирак осуществляет импорт газа из Ирана.